# 夏空グラフィティ/青春ライン
「夏空グラフィティ／青春ライン」（なつぞらグラフィティ／せいしゅんライン）は、いきものがかりの6作目のシングル。「夏空グラフィティ」と「青春ライン」との両A面シングル。エピックレコードジャパンからCDシングル・デジタル・ダウンロードで2007年8月8日に発売された。

## 概要
前作「うるわしきひと/青春のとびら」から約6ヶ月ぶりに発売された2007年第2弾シングル。前作に引き続き両A面シングルとなっており、初回仕様限定盤には特典として「『おおきく振りかぶって』描き下ろしワイドステッカー」「特製『おお振り』野球カード"いきものがかりバージョン"」が封入されている。
これまでは3曲目にカバー曲を収録していたが、今作はインディーズ時代からの未発表曲をカップリングとして収録しており、収録曲が新曲のみのシングルはいきものがかりでは初めてとなる。
オリコンチャートでは「HANABI」以来となるTOP10入りを果たした。本作から2014年10月15日にリリースされた「熱情のスペクトラム/涙がきえるなら」までのシングルはTOP10入りをしている。

## 収録曲
1. 夏空グラフィティ （4:19）
  - 作詞・作曲：水野良樹 / 編曲：江口亮

前作「うるわしきひと」に引き続きコカ・コーラ「アクエリアス ビタミンガード」CMソングに使用された。
メンバー曰く「夏・海・太陽」をテーマに、夏ソングのスタンダードを作ろうと生まれた楽曲である。
PVはサイパン島で撮影が行なわれた。当初は茅ヶ崎あたりで撮影する予定もあったが、サイパン島の方が安く済むということでサイパン島での撮影になった（「とってもええぞう」より）。なお、このPV撮影がいきものがかり初の海外ロケであり、国外で撮影されたPVはこの曲のみとなっている。
2. 青春ライン （3:55）
  - 作詞・作曲：水野良樹 / 編曲：江口亮

アニメ『おおきく振りかぶって』後期オープニング曲。
野球アニメのタイアップであることに加えて水野が大の野球好きということもあり、制作当初は歌詞に「バックスタンド」「ダイヤモンド」などの野球用語が入っているほどの野球ソングになってしまっていたという。その後、ディレクターの意見などによって最終的には野球だけでなく他のスポーツをやっている人や頑張っている人へ広がるように歌詞を書き直したというエピソードがある。
PVは地元の神奈川県厚木市にあるライブハウス「Thunder Snake ATSUGI」で行なわれたライブ映像と野球場の光景が交互に映される内容となっている。
タイアップがアニメということで、文化放送の『こむちゃっとカウントダウン』のチャートに登場したことがあるほか、2011年にはTBS系スポーツニュース番組『S☆1』の高校野球を紹介するコーナーでBGMとして使用されたことがある。
3. 蒼い舟 （4:03） 
  - 作詞・作曲：山下穂尊 / 編曲：湯浅篤

インディーズ時代から存在していたという未発表曲。
当初は1コーラス目のみ制作されていたが、山下の友人の急死が契機となり2コーラス目を書き上げて完成させた。
4. 夏空グラフィティ -instrumental-
5. 青春ライン -instrumental-
前作同様両A面であるため、インストゥルメンタル・ヴァージョンが2曲収録されている。

## 収録アルバム
| 曲名             | 収録アルバム                                                   | 発売日        | 備考                  |
| ---------------- | -------------------------------------------------------------- | ------------- | --------------------- |
| 夏空グラフィティ | 『ライフアルバム』                                             | 2008年2月13日 | 2ndオリジナルアルバム |
| 青春ライン       | 『ライフアルバム』                                             | 2008年2月13日 | 2ndオリジナルアルバム |
| 青春ライン       | 『いきものばかり〜メンバーズBESTセレクション〜』               | 2010年11月3日 | 1stベストアルバム     |
| 夏空グラフィティ | 『超いきものばかり〜てんねん記念メンバーズBESTセレクション〜』 | 2016年3月15日 | 3rdベストアルバム     |

## カバー
夏空グラフィティ
- 双海亜美・真美（声：下田麻美） - 2008年7月23日発売のゲーム『THE IDOLM@STER』の企画アルバム『THE IDOLM@STER Vacation for you!』に収録。

青春ライン
- 西田望見・近藤玲奈・南早紀・井上ほの花 - ゲーム『八月のシンデレラナイン』のカバーミニアルバム『あの夏の記録(レコード)』に収録[2]。